# Macédoine du Nord au Concours Eurovision de la chanson 2020
La Macédoine du Nord était l'un des quarante et un pays participants prévus du Concours Eurovision de la chanson 2020, qui aurait dû se dérouler à Rotterdam aux Pays-Bas. Le pays aurait été représenté par le chanteur Vasil Garvanliev — sous le nom de scène Vasil — et sa chanson YOU, sélectionné en interne par le diffuseur MRT. L'édition est finalement annulée en raison de la pandémie de Covid-19.

## Sélection
Le diffuseur macédonien MRT a annoncé sa participation à l'Eurovision 2020 le 6 septembre 2019. C'est le 15 janvier 2020 que le diffuseur annonce que son représentant, sélectionné en interne, sera Vasil. Sa chanson, intitulée YOU, est présentée le 8 mars 2020.

## À l'Eurovision
La Macédoine du Nord aurait participé à la première demi-finale, le 12 mai puis, en cas de qualification, à la finale du 16 mai 2020.
Le 18 mars 2020, l'annulation du Concours en raison de la pandémie de Covid-19 est annoncée.